# Isopterygium conangium
Isopterygium conangium är en bladmossart som beskrevs av Brotherus 1897. Isopterygium conangium ingår i släktet Isopterygium och familjen Hypnaceae. Inga underarter finns listade i Catalogue of Life.